# Râmnicu Vâlcea
Râmnicu Vâlcea es una ciudad con estatus de municipiu de Rumania. Es la capital y la ciudad más grande del distrito de Vâlcea. Tiene una población de 107 726 habitantes (censo de 2002) y cuenta con un importante conjunto ferroviario.

## Geografía
Râmnicu Vâlcea está situado cerca del centro del país. La ciudad está cruzada por 2 carreteras nacionales (DN7 y DN62) y una carretera europea (E81). La ciudad se encuentra en la orilla derecha del río Olt, a una altitud de 240-260 metros. Se encuentra en la región histórica de Oltenia.

## Demografía
Al censo de 2002 la población de la ciudad era de 107 736 habitantes, de cuales 98,35 % rumanos, 1,23 % gitanos, y menos del 1 % de otras etnias. El 98,67 % de los ciudadanos son ortodoxos rumanos.

## Deportes
El municipio cuenta con un equipo muy reconocido de balonmano femenino —Handbal Oltchim Râmnicu Vâlcea— que ha ganado, desde 1989, 15 premios nacionales, la Copa de Rumania 13 veces. A nivel mundial ganó 2 copas IHF y la Supercopa de Europa en 1984. También en la ciudad hay dos equipos de fútbol masculino: Club Sportiv Municipal y Club Spoertiv Oltchim, y dos equipos de baloncesto, uno masculino y otro femenino.

## Objectivos turísticos
- Filármonica Ion Dumitrescu
- Museo de Artes Casa Semian
- Museo de Historia
- Museo de la aldea de Vâlcea
- El parque Zăvoi
- El jardín zoológico
- Las piscinas Ostroveni con aguas dulces y saladas
- Teatro Municipal Ariel
- Teatro Anton Pann
- Biblioteca Antim Ivireanu